# دموية (نبات)
الدَّمَوِيَّة أو بلان مخزني (الاسم العلمي: Sanguinaria) هو جنس من النباتات يتبع الفصيلة الخشخاشية من رتبة الحوذانيات.